# 暴发户

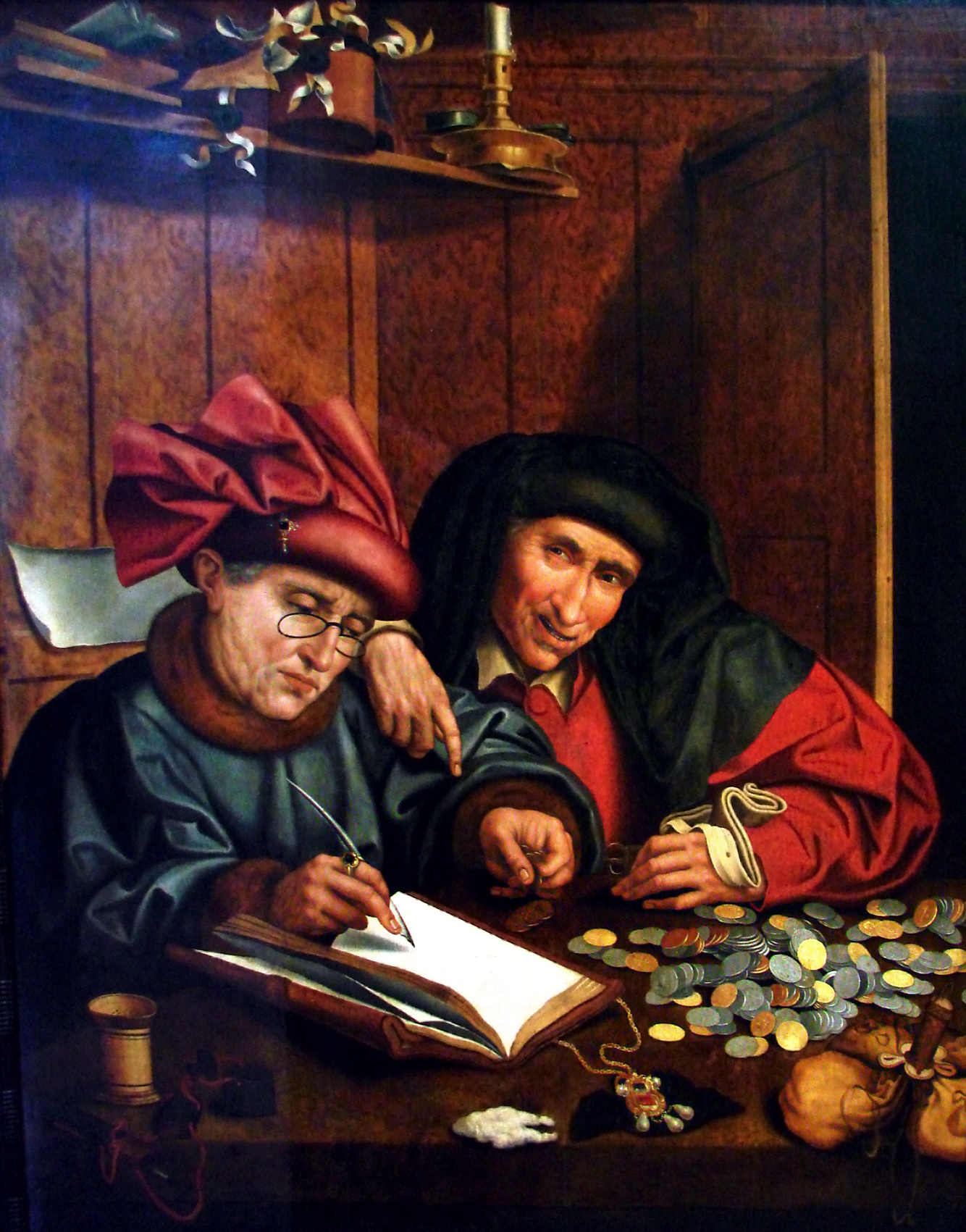
1600年描述暴發戶的油畫

暴发户（英語：parvenu），雅称新贵（法語：nouveau riche），指一个人在短時間內就取得了可观的财富。通常情况下，被冠以暴发户称号的人之前往往都处于一个较低的社会阶层，他们获得的财富赋予了他们以前不敢奢望的商品或奢侈生活。这个词有时也可以用作嘲讽等贬义修辞，来描述那些缺乏经验的暴发户，用以区别经历世代的豪门世家。

## 詞源

### 英語
英語的“暴发户”这个词源自法语，是动词的过去分词，意思是到达、抵达、有些成就。这个词通常用来描述那些刚刚从较低的社会阶层升级的人。
牛津英语词典解释暴发户为：“一个人从出身卑微迅速获得财富或成为有影响力的社会地位。通常使用时，含义即有关的人不适应新的社会地位，尤其缺乏必要的礼仪或成绩。”
这通常是已经在阶级的人，无法接受新成员所用的词，是阶级歧视。

## 小说中例子
- 小说《了不起的盖茨比》主人公杰伊·盖茨比。
- 小说《基督山伯爵》中的当格拉斯男爵及费迪南德·蒙迭戈。
- 小说《教父》系列中柯里昂家族的创始人维托·柯里昂。
- 小說《遠大前程》主人公皮普。

## 现实中例子
- 初創企業獲創業投資資助而成功發家，取得重大收穫、豐碩成果者。
- 投機、博彩中獲得了超巨額財富的人。
- 意外取得或拾獲巨額金錢或昂貴器物，並將昂貴器物變賣換取金錢者。
- 突然意外得到拔擢、升遷，以致社會地位或階級得到翻轉或迅速提高，如獲賞賜大量財富、權力或官職者。
- 考取功名意外考上或意外錄取高俸要職以致社會地位或階級得到翻轉或迅速提高者。
- 強盜、土匪等犯罪集團以搶奪、佔領或騙取大量資源致富。

## 外部連結
- 腐敗國家的新興暴發戶 黃文雄(台灣聯盟日本本部委員長) 譯者侯榮邦

1. ↑  暴发户的解释|暴发户的意思 （页面存档备份，存于），汉典词语解释。